# Andrijiwka (rejon sumski)
Andrijiwka (ukr. Андріївка) – wieś na Ukrainie, w obwodzie sumskim, w rejonie sumskim, w hromadzie Chotiń. W 2001 liczyła 86 mieszkańców.